# Château ducal de Sant'Agata de' Goti
Le château ducal de Sant'Agata de' Goti est un château médiéval  situé dans le centre historique de la ville de Sant'Agata de' Goti, province de Bénévent en Campanie,.

## Historique
À l'époque du royaume ostrogoth, formé en Italie après la chute de l'Empire romain d'Occident, lorsque les Ostrogoths avaient envahi la péninsule italienne, une première fortification fut construite près de Saticula, une ancienne cité samnite. Vers le milieu du VIIIe siècle à l'époque de la domination lombarde, le château fut choisi par les princes de Bénévent comme siège du duché de Bénévent.
Après l'an mil, les Normands Drengot, devenus bénéficiaires du fief, transformèrent la ville et la tour lombarde rudimentaire en un fortellicium, c'est-à-dire un véritable château en tuf près de la porte sud renforcée par des contreforts et des tours de guet ; après la mort de Rainulf Ier d'Aversa son fils Roberto Drengot, comte d'Alife, de Caiazzo, Airola et de Sant'Agata de' Goti, a élu domicile dans le château en face de la chapelle comtale.

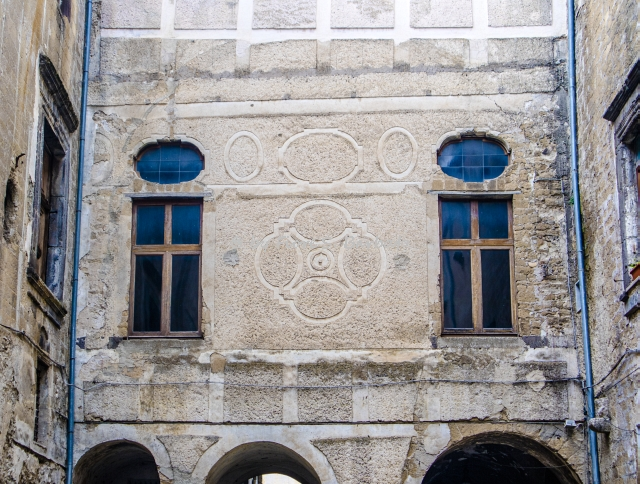
Un morceau de façade.

Il semble qu'à l'époque angevine Jeanne Ire, reine de Naples et de Provence, protectrice des seigneurs féodaux Artus (Artois), de lignée cadette, originaire de ces terres y fut hébergée quelque temps. Après 1400, la famille Artus étant éteinte, le château fut habité alternativement par les familles De la Rath, Cossa et Acquaviva. Au XVIe siècle, afin de renforcer la défense vers l'est, une nouvelle tour circulaire fut construite et utilisée comme prison jusqu'à l'époque moderne. La superficie sur laquelle s'étend le château est de plus de 3 000 m2 : près de la porte sud (aujourd'hui Piazza Tiziano Della Ratta) devait se trouver l'espace réservé à l'entraînement équestre et à la préparation des soldats, transformé plus tard en place de marché, aujourd'hui utilisée comme parking.

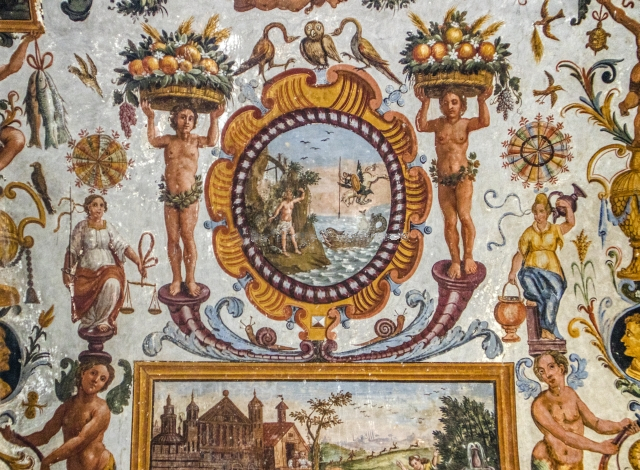
Une fresque.

En 1696, la famille Carafa de Stadera de Maddaloni acquiert le château, déjà très remanié, en récompense du roi pour la fidélité et la loyauté démontrées au fil du temps : aux Carafa, une famille napolitaine née au XIVe siècle, divisée en diverses lignées basées sur les activités et les fortunes, la tâche de protéger et de contrôler les carrefours routiers les plus importants de la Campanie actuelle était assignée depuis des siècles. Ce fut Domenico Marzio Carafa, duc de Maddaloni, qui acquit le château de Sant'Agata à la fin du XVIIe siècle ; il n'eut pas beaucoup de temps pour y vivre, puisqu'il mourut en 1703. Le château de Sant'Agata fut attribué à la fille de Domenico Marzio, la duchesse Caterina Carafa della Stadera di Maddaloni, mariée au prince Domenico Carafa de Colubrano : le couple  décide de vivre dans le fief puisque certaines pièces du château témoignent d'une rénovation qui n'aurait jamais eu lieu dans une demeure inhabitée. Une partie des décorations sont constituées de fresques avec des images d'art grotesque dans la salle du premier étage où le peintre Tommaso Giaquinto a créé une scène représentant Diane et Actéon au début du XVIIIe siècle.
Au XIXe siècle, le château fut vendu de temps à autre à des familles patriciennes locales et à la municipalité, entraînant une fragmentation des propriétés et des fonctions, mise en évidence par la restauration des années 1980.

## Description
Le château conserve des traces de ses origines normandes dans les tours quadrangulaires, encore visibles aujourd'hui, et dans les pièces du rez-de-chaussée, tandis qu'à l'extérieur, on remarque le corps en saillie ajouté au XIXe siècle, avec une série de boutiques. Dans la cour intérieure, on trouve les belles décorations murales avec des motifs géométriques du XVe siècle et les modifications du XVIe siècle, réalisées pour transformer la forteresse en une prestigieuse résidence noble.

## Galerie

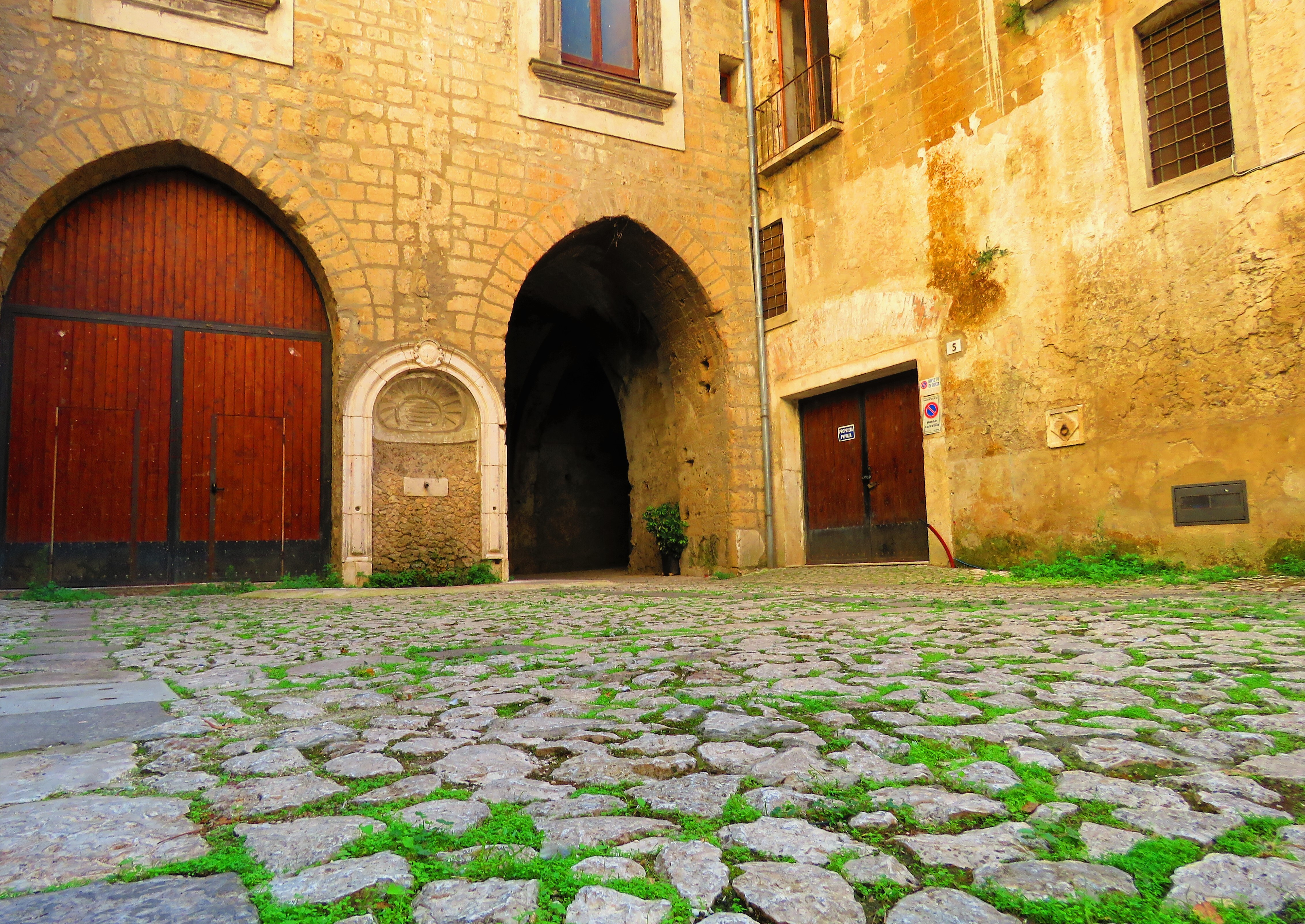
La cour intérieure.
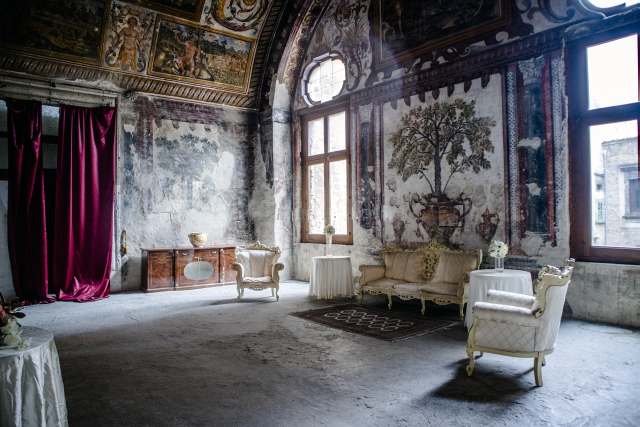
Une salle.